# Mélanie René
Mélanie René (født 1. september 1990) er en schweizisk sangerinde. Hun vandt den 31. januar 2015 den schweiziske forhåndsudvælgelse til Eurovision Song Contest 2015 i Wien med nummeret "Time to Shine".